# Logrezana
Logrezana (en asturiano y oficialmente Llorgozana) es una parroquia asturiana perteneciente al concejo de Carreño, en el norte de España. Cuenta con una población de 300 habitantes de acuerdo al INE de 2021 que se reparten en una superficie de 11,28 kilómetros cuadrados, siendo la más grande de todas las parroquias del concejo. Limita al norte con las parroquias de Piedeloro y Perlora; al sur con Tamón y Ambás, al este con Guimarán y El Valle y por último al oeste con las parroquias de Trasona en el concejo de Corvera de Asturias y Ambiedes en el de Gozón.

## Entidades de población
Cuenta con las entidades de La Arena (L'Arena), La Barca, La Barrera, La Cabada (La Cavada), Cabovilla, Canto (El Cantu), Cardoso (El Cardusu), Castiello, Fundial, La Granda, La Legua (La Llegua), Llantero, El Lloral, La Machina, La Menudina, El Monte, Pedregal, Posada y Sebades.

## Hijos ilustres
- Antón de Marirreguera
- Juan Carreño Miranda